# Ren Nikaidō
Ren Nikaidō (二階堂 恋?, Nikaidō Ren; Ebetsu, 24 maggio 2001) è un saltatore con gli sci giapponese.

## Biografia
Attivo dal marzo del 2015, Nikaidō ha esordito in Coppa del Mondo il 1º febbraio 2020 a Sapporo (35º) e ai Campionati mondiali a Planica 2023, dove si è classificato 43º nel trampolino normale, 32º nel trampolino lungo e 7º nella gara a squadre; ai Mondiali di volo di Tauplitz 2024 si è classificato 30º nella gara individuale e 5º in quella a squadre. Ai Mondiali di Trondheim 2025 si è piazzato 22º nel trampolino normale, 42º nel trampolino lungo, 5º nella gara a squadre e 5º nella gara a squadre mista; il 23 marzo dello stesso anno ha conquistato il primo podio in Coppa del Mondo, nella gara a squadre disputata a Lahti (3º). Non ha preso parte a rassegne olimpiche.

## Palmarès

### Coppa del Mondo
- Miglior piazzamento in classifica generale: 22º nel 2024
- 1 podio (a squadre):
  - 1 terzo posto